# Amminkomplexy kovů

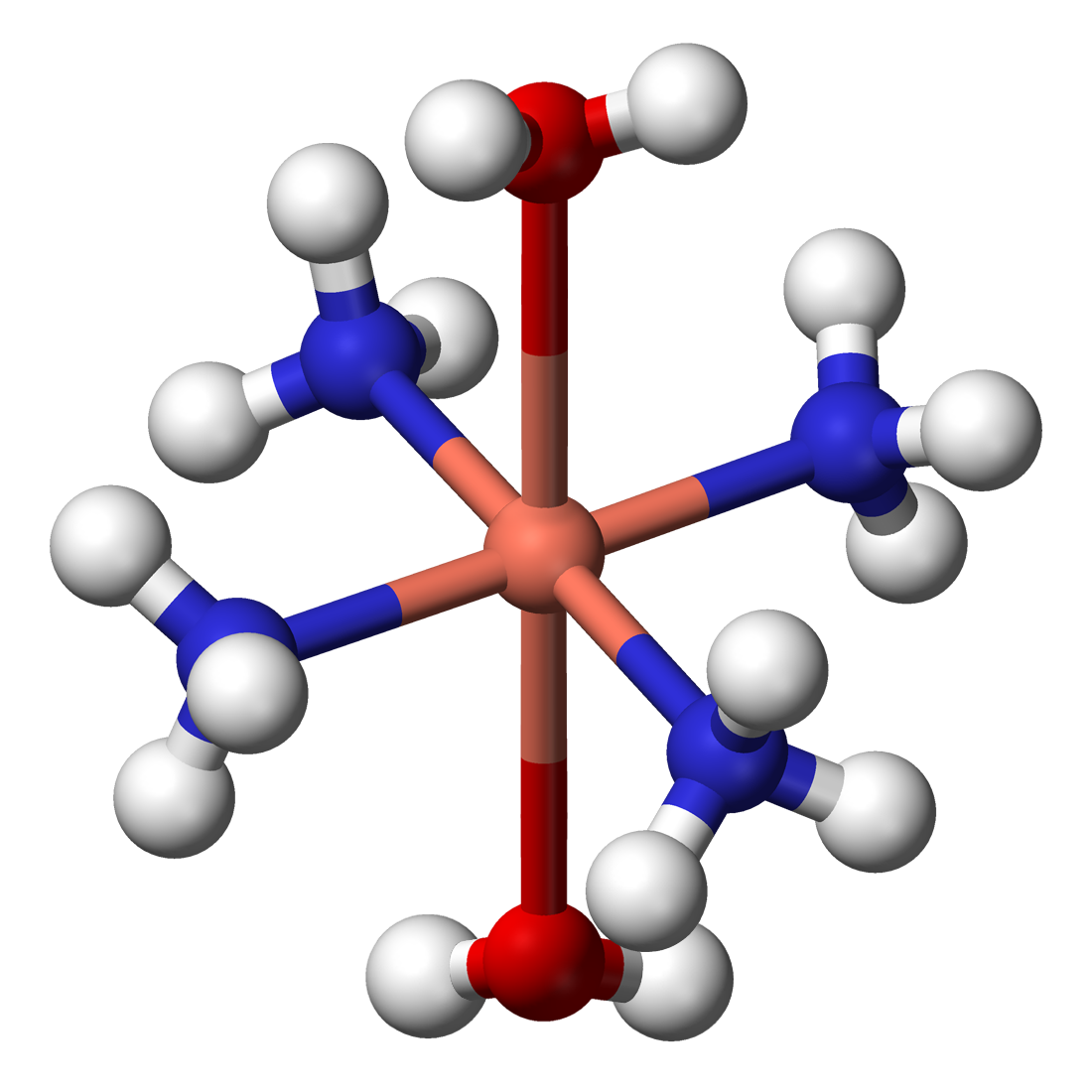
Model tetraamindiaquaměďnatého kationtu, [Cu(NH_{3})_{4}(H_{2}O)_{2}]^{2+}

Amminkomplexy kovů jsou koordinační sloučeniny kovů obsahující jeden nebo více amoniakových (NH3) ligandů. Tento druh komplexů mohou vytvářet téměř všechny přechodné kovy, nejvíce je jich známo od Cr3+, Co3+, Ni2+, Cu2+ a iontů platinových kovů.

## Historie

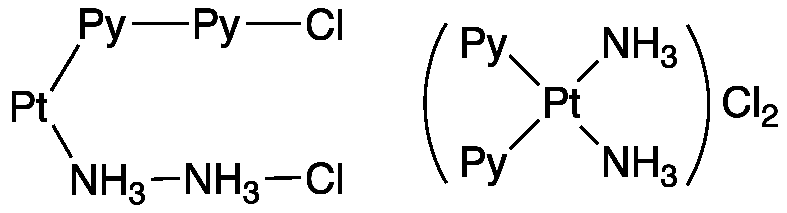
Struktury, které použili Alfred Werner (vpravo) a Sophus Mads Jørgensen pro jeden izomer dichloridu komplexu [Pt(NH_{3})_{2}(pyridin)_{2}]^{2+}.

Amminkomplexy měly důležitou úlohu v rozvoji koordinační chemie, konkrétně určování stereochemie a struktury komplexů. Připravují se snadno a poměr počtu atomů kovu a dusíku lze zjistit jednoduše. Alfred Werner při studiích zaměřených hlavně na amminkomplexy rozvinul svůj model struktury koordinačních sloučenin, za který získal Nobelovu cenu.
Jedním z prvních popsaných amminkomplexů byla Magnusova zelená sůl, obsahující tetraamminplatnatý kation [Pt(NH3)4]2+.

## Struktura
Amoniak je Lewisovou zásadou a sigma donor také nevytváří téměř žádné sterické efekty, což zjednodušuje interpretaci strukturních a spektroskopických dat. Délky vazeb Co-N v komplexech [M(NH3)6]n+ byly prozkoumány rentgenovou krystalografií.
| M  | n+ | vzdálenost M-N (pm) | konfigurace d elektronů | poznámky                                              |
| -- | -- | ------------------- | ----------------------- | ----------------------------------------------------- |
| Co | 3+ | 193,6               | t2g6 eg0                | nízkospinové trikationty bývají malé                  |
| Co | 2+ | 211,4               | t2g5 eg2                |                                                       |
| Ru | 3+ | 210,4               | t2g5 eg0                | nízkospinový trikation, Ru je ale mnohem větší než Co |
| Ru | 2+ | 214,4               | t2g6 eg0                | nízkospinový dikation                                 |

## Příklady
Homoleptické poly(ammin)komplexy jsou známy od mnoha kovů. Často odpovídají vzorci [M(NH3)6]n+, kde n = 2 nebo 3, někdy i 4 (M = Pt).

### Komplexy platinových kovů
Platinové kovy vytvářejí řadu komplexů, například chlorid pentaamin(didusík)ruthenatý a Creutzův–Taubeův komplex. Cis-PtCl2(NH3)2, komplex známý jako cisplatina, se používá jako protinádorové léčivo. Chlorid pentamminrhodnatý, obsahující kation [RhCl(NH3)5]2+, je meziproduktem při získávání rhodia z rud.

Příklady amminkomplexů
Karboplatina, časté protinádorové léčivo
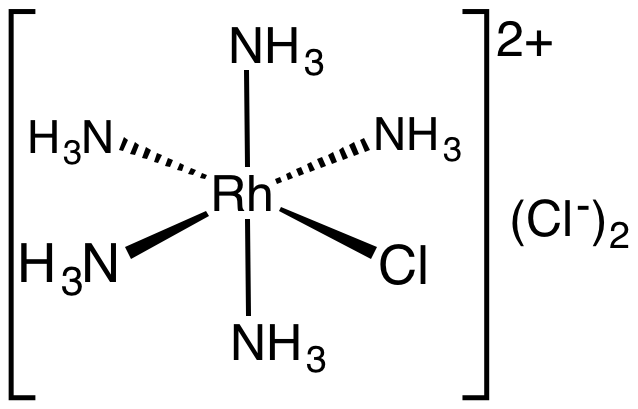
Chlorid pentamminrhodnatý, dichlorid pentamminhalogenidového komplexu
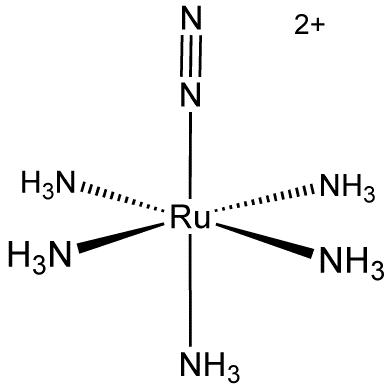
Chlorid pentaamin(didusík)ruthenatý, první známý komplex didusíku
Chlorid hexamminkobaltitý, chlorid hexamminového komplexu [Co(NH3)6]3+, stálý v koncentrované kyselině chlorovodíkové
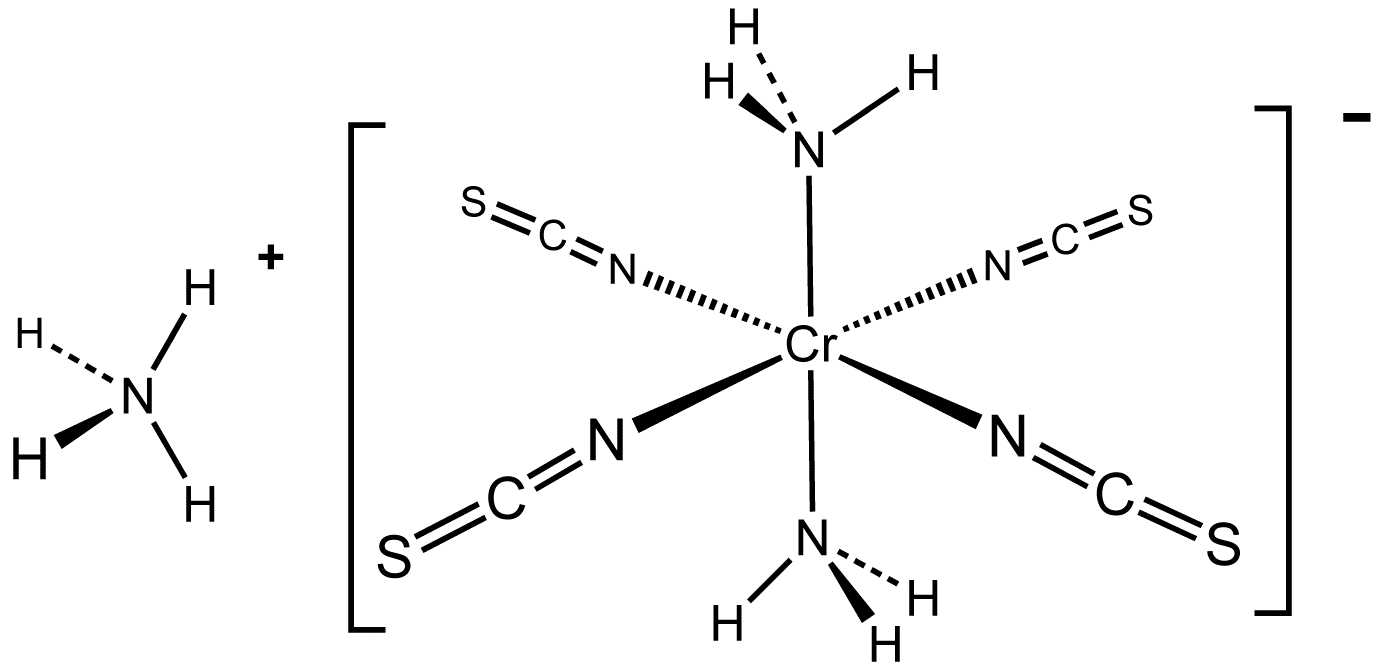
Reineckeova sůl je velmi stálým aniontovým diamminkomplexem, kde centrum tvoří chromité kationty.

### Kobaltité a chromité komplexy
Chromité a kobaltité amminkomplexy mají historický význam. Jsou poměrně stálé, což umožňuje oddělování jednotlivých izomerů, například chlorid tetraammindichlorchromitý, [Cr(NH3)4Cl2]Cl, se vyskytuje ve dvou podobách - jako fialový cis izomer a jako zelený trans izomer. Chlorid hexamminkobaltitý, [Co(NH3)6]Cl3, má jediný izomer. Reineckeova sůl, NH4[Cr(NCS)4(NH3)2]·H2O, je známa od roku in 1863.

### Nikelnaté, zinečnaté a měďnaté komplexy

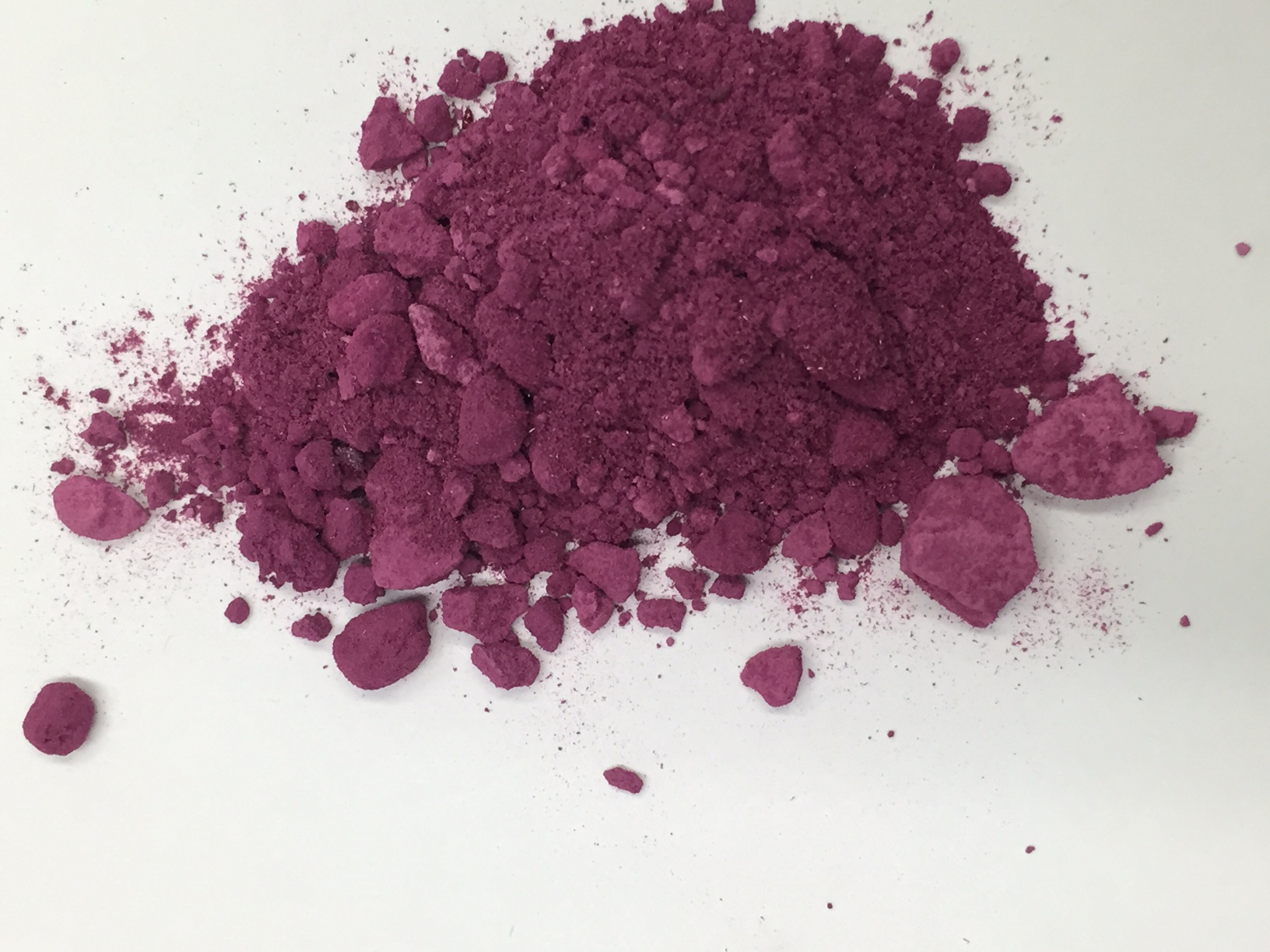
Vzorek chloridu pentamminchlorokobaltitého, [CoCl(NH_{3})_{5}]Cl_{2}

Zinečnaté ionty tvoří bezbarvý tetraamminkomplex o vzorci [Zn(NH3)4]2+, podobně jako většina zinečnatých komplexů mající tetraedrickou strukturu. Chlorid hexaamminnikelnatý je fialový a příslušný měďnatý komplex tmavě modrý.

### Měďné, stříbrné a zlatné komplexy
Měďné amminkomplexy, jako například [Cu(NH3)3]+, jsou nestálé. Se stříbrnými ionty se vytváří diamminkomplex [Ag(NH3)2]+, mající lineární geometrii. Právě tento komplex se vytváří při rozpouštění chloridu stříbrného ve vodném roztoku amoniaku a také je aktivní složkou Tollensova činidla. Obdobný komplex chloridu zlatného má šest amoniakových jednotek, ale jen dvě jsou ligandy.

## Reakce

### Výměny ligandů a redoxní reakce
Protože je amoniak silnějším ligandem než voda, tak jsou amminkomplexy stabilnější než odpovídající aquakomplexy a také mají slabší oxidační schopnosti. Druhou z těchto vlastností dokládá například stabilita [Co(NH3)6]3+ ve vodných roztocích a neexistence [Co(H2O)6]3+ (který by oxidoval vodu).

### Acidobazické reakce
Po navázání na ionty kovů není amoniak zásaditý, to se projevuje mimo jiné stabilitou některých amminkomplexů, jako je například [Co(NH3)6]3+, v silně kyselých roztocích. Pokud je vazba M-NH3 slabá, tak se amoniak uvolní a může být protonován, jako tomu je u [Ni(NH3)6]2+.
Amminligandy jsou kyselejší než amoniak (pKa ~ 33). U vysoce kationtových komplexů, například [Pt(NH3)6]4+, lze získat konjugovanou zásadu. Deprotonace kobaltitých ammin-halogenodových komplexů, jakým je [CoCl(NH3)5]2+, snižuje stabilitu vazeb Co-Cl podle Sn1CB mechanismu.
Deprotonace může být doprovázená oxidací, čímž mohou být amminkomplexy přeměněny na nitrosylové komplexy:
H2O + [Ru(terpy)(bipy)(NH3)]+ → [Ru(terpy)(bipy)(NO)]2+ + 5 H+ + 6 e−

### Přesuny vodíků
V některých amminokomplexech jsou vazby N-H slabé. Vodík se může uvolňovat například z jednoho komplexu wolframu:
2 [W(terpy)(PMe2Ph)2(NH3)]+ → 2 [W(terpy)(PMe2Ph)2(NH2)]+ + H2

## Použití
Amminkomplexy kovů mají řadu využití. Cisplatina (PtCl2(NH3)2), obsahující dva chloro- a dva amminové ligandy, se používá na léčbu nádorů. K těmto účelům bylo vyvinuto i několik dalších komplexů platinových kovů.
Při oddělování jednotlivých platinových kovů z jejich rud se používá srážení [RhCl(NH3)5]Cl2. V některých případech se palladium získává posouváním rovnováhy mezi [Pd(NH3)4]Cl2, PdCl2(NH3)2 a Pt(NH3)4[PdCl4].
Při zpracovávání celulózy se k jejímu rozpouštění někdy používá měďnatý amminkomplex nazývaný Schweizeovo činidlo ([Cu(NH3)4(H2O)2](OH)2), připravovaný reakcí vodného roztoku měďnaté soli s amoniakem. Nejprve se sráží modrý hydroxid měďnatý, který se následně po přidání dalšího amoniaku rozpustí:
[Cu(H2O)6]2+ + 2 OH− → Cu(OH)2 + 6 H2O
Cu(OH)2 + 4 NH3 + 2 H2O → [Cu(NH3)4(H2O)2]2+ + 2 OH−
Diamminfluorid stříbrný ([Ag(NH3)2]F) se používá na prevenci a léčbu zubního kazu a ulevuje při citlivosti zubů.